# 1547 Nele
Az 1547 Nele (ideiglenes jelöléssel 1929 CZ) a Naprendszer kisbolygóövében található aszteroida. Paul Bourgeois fedezte fel 1929. február 12-én.
Nevét Till Eulenspiegel német népi hős felesége után kapta.